# Lamine Yamal
Lamine Yamal Nasraoui Ebana (Esplugues de Llobregat, 13 de julho de 2007) é um futebolista espanhol que atua como ponta-direita. Joga pelo Barcelona e pela Seleção Espanhola.

## Carreira

### Primeiros anos
Nascido em Esplugues de Llobregat, Barcelona, de pai do Marrocos e mãe de Guiné Equatorial, Yamal cresceu em Granollers e Mataró. Quando tinha sete anos, sua família se mudou para Barcelona onde jogou pela base do Club de Fútbol La Torreta, e no mesmo ano foi notado pelos olheiros do Barcelona ao marcar um hat-trick numa partida organizada pelos blaugranas e logo se juntou a La Masia.

### Início
Se desenvolvendo em La Masia, Yamal logo foi percebido como um dos melhores produtos das categorias de base do Barcelona. Na época em que foi convocado para a equipe Juvenil A — já acima de sua faixa etária — para a temporada 2022–23, Yamal foi escolhido por Xavi para treinar com a equipe principal junto a outros pratas da casa no início do mês de setembro de 2022. Mesmo sem ainda ter assinado um contrato profissional com a equipe, ele já parecia ser um dos jogadores da base que mais impressionava ao treinador.

### 2023–24: Ascensão na equipe principal
Yamal fez sua estreia pela equipe principal no dia 29 de abril de 2023, substituindo Gavi aos 37 minutos do segundo tempo numa partida da La Liga contra o Betis, que terminou em vitória dos blaugranas por 4–0.
Na partida, conseguiu um chute a gol e tornou-se não só o quinto jogador mais jovem da história da La Liga aos 15 anos, nove meses e 16 dias, mas também o jogador mais jovem a estrear pelo time principal do Barcelona desde Armando Sagi, mais novo que Yamal, que tinha 14 anos e 200 dias quando estreou em 1922. Yamal ganhou seu primeiro título com o Barça em 14 de maio de 2023, fazendo parte da equipe vencedora da La Liga de 2022–23. Apesar disso, ele acabou não participando da celebração na semana seguinte pois havia sido convocado pela Seleção Espanhola Sub-17.
Yamal jogou como titular no clube pela primeira vez em 20 de agosto de 2023 numa partida contra o Cádiz vencida por 2–0, tornando-se o jogador mais jovem a estrear pelo Barcelona na La Liga aos 16 anos e 38 dias de idade. Sua estreia como titular foi recebida pela torcida com aplausos em pé na hora em que foi substituído aos 40 minutos do segundo tempo.
Na sua segunda partida como titular, em 28 de agosto de 2023, foi eleito melhor em campo após ajudar em dois gols marcados por Gavi e Robert Lewandowski na vitória por 4–3 contra o Villarreal. Aos 16 anos e 45 dias, foi também o jogador mais jovem a fazer uma assistência num jogo da La Liga. Por causa dessas performances, foi eleito o Jogador do Mês sub-23 no mês inaugural da La Liga. No dia 19 de setembro, Yamal fez sua estreia na Liga dos Campeões numa vitória por 5–0 contra o Royal Antwerp, tornando-se o segundo jogador mais jovem a atuar na competição, com 16 anos e 68 dias, atrás apenas do alemão Youssoufa Moukoko.
No dia 2 de outubro de 2023, Yamal renovou seu contrato com o Barcelona até 2026, com uma cláusula de rescisão de 1 bilhão de euros. Dois dias depois, estreou como titular pela primeira vez na Liga dos Campeões contra o Porto, tornando-se o jogador mais jovem escalado no onze inicial aos 16 anos e 83 dias — no segundo tempo dessa partida, teve que ser substituído por problemas de estômago. Era três dias mais novo que Celestine Babayaro, que havia alcançado esse recorde em 1994.
No dia 8 de outubro de 2023, Yamal marcou seu primeiro gol pelo time principal no empate em 2–2 contra o Granada. Tornou-se o jogador mais jovem a marcar gol pelo Barcelona e também o mais jovem a marcar gol na La Liga, com 16 anos e 87 dias, quebrando os recordes alcançados por Ansu Fati e Fabrice Olinga, respectivamente. No dia 28 de outubro de 2023, Yamal fez sua estreia no El Clásico ao entrar durante um jogo perdido em casa por 2–1, tornando se o jogador mais jovem a atuar pelo Barcelona nesse clássico desde Ansu Fati e quebrando o recorde que Alfonso Albéniz e Vicenç Martínez havia alcançado em 1902 e 1941 na La Liga — Albéniz tinha 16 anos e 132 dias, e Martínez tinha 16 anos e 278 dias.
Em 4 de dezembro de 2023, Yamal recebeu o prêmio de Golden Boy The Youngest, que é dado ao jogador mais jovem nomeado ao prêmio de Golden Boy. No dia da cerimônia, entretanto, Yamal não pôde comparecer pois estava na escola. No dia 11 de janeiro de 2024, Yamal marcou um gol numa vitória por 2–0 contra o Osasuna na semifinal da Supercopa da Espanha, tornando-se assim o jogador mais novo a marcar na Supercopa, aos 16 anos e 182 dias. Yamal então jogou os 29 minutos finais da final da Supercopa contra o Real Madrid três dias depois. Duas semanas depois, no dia 24 de janeiro, marcou um gol na derrota por 4–2 contra o Athletic Bilbao nas quartas de final da Copa do Rei, tornando-se o jogador mais jovem da história da competição a marcar um gol, batendo o recorde alcançado em 2010 por Juanmi.

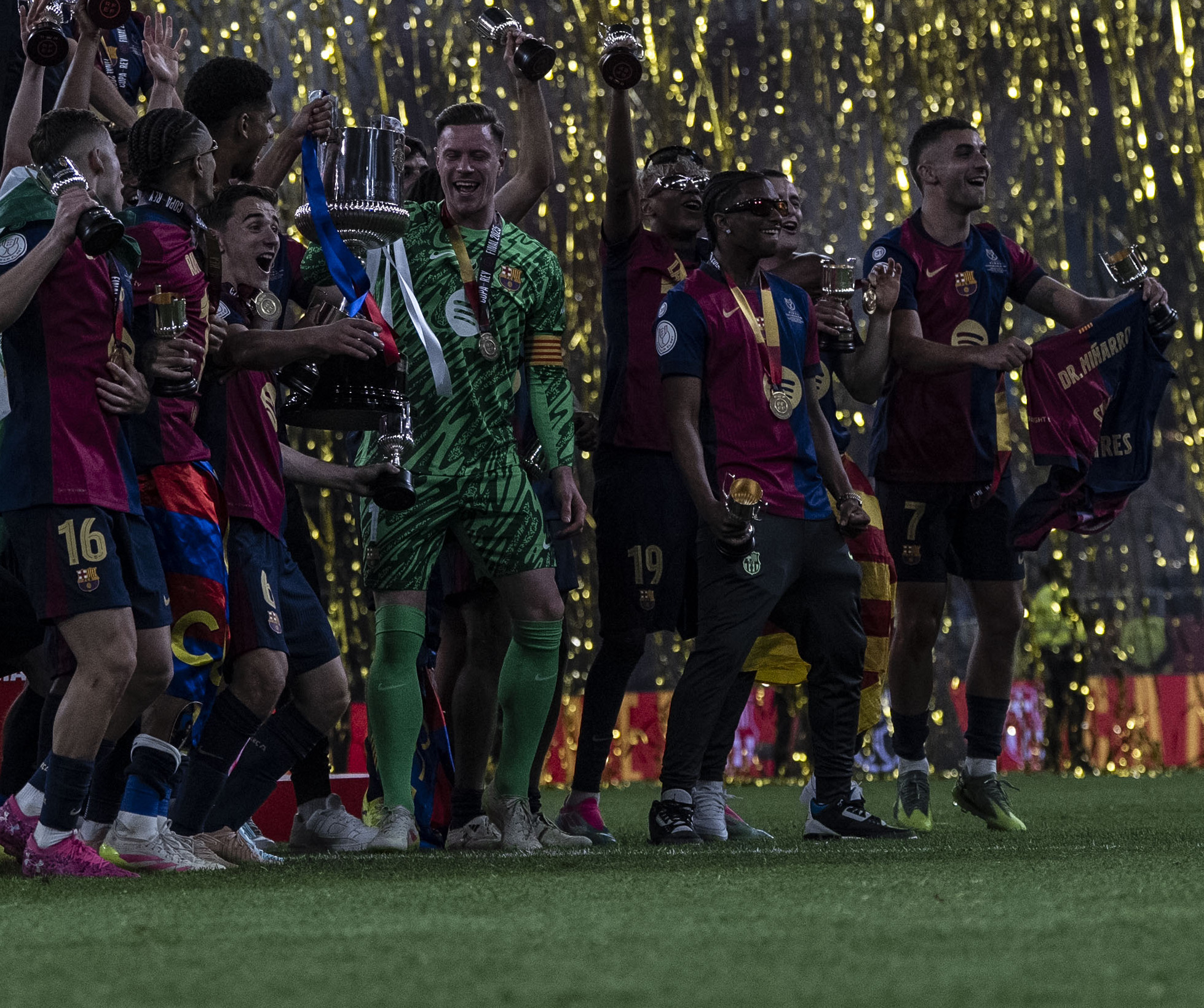
O elenco do Barcelona comemorando a Copa del Rey de 2024–25.

No dia 11 de fevereiro, Yamal marcou dois gols no empate de 3–3 contra o Granada — com isso, tornou-se o jogador mais jovem a marcar dois gols num jogo pela La Liga, quebrando o recorde anterior de Bojan Krkić em 2008, e o primeiro jogador de todos os tempos a alcançar tal recorde antes dos 17 anos. No dia 21 de fevereiro, tornou-se o mais jovem a atuar nas fases finais da Liga dos Campeões, aos 16 anos e 223 dias, no jogo contra o Napoli, quebrando o recorde anterior de Rodrigo Ribeiro pelo Sporting de Lisboa.
No dia 27 de maio de 2025, o Barcelona anunciou a renovação do contrato de Lamine Yamal. O atacante, que tinha contrato com o clube até o meio de 2026, agora tem compromisso firmado até junho de 2031.

## Seleção Espanhola

### Base
Lamine Yamal tem participações pelas Seleções de base da Espanha, tendo jogado nas equipes Sub-15 e Sub-16.
Em 2023, fez parte da Seleção Sub-17 na Eurocopa e marcou quatro gols no torneio. A Espanha conseguiu chegar às semifinais, onde foi eliminada pela França após ser derrotada por 3–1.

### Principal
Aos 16 anos e 50 dias, Yamal recebeu sua primeira convocação para a Seleção Espanhola principal no dia 1 de setembro de 2023, sendo chamado pelo treinador Luis de la Fuente para as eliminatórias da Eurocopa 2024 contra a Geórgia e o Chipre. Yamal fez sua estreia contra a Geórgia no dia 8 de setembro, marcando um gol na goleada por 7–1. Aos 16 anos e 57 dias, tornou-se o jogador mais jovem a atuar e a marcar pela Seleção Espanhola principal, quebrando os recordes que anteriormente pertenciam a Gavi, que havia estreado com 17 anos e 62 dias e marcado aos 17 anos e 304 dias. Além disso, tornou-se o mais jovem jogador a marcar um gol numa eliminatória da Eurocopa, superando Gareth Bale, que marcou aos 17 anos e 83 dias.
Yamal foi novamente convocado para a Seleção principal em outubro para as partidas restantes das eliminatórias, contra a Escócia e a Noruega. A Espanha ganhou ambas as partidas e classificou-se para a Eurocopa. No dia 7 de junho de 2024, o ponta foi um dos 26 jogadores convocados para a equipe que participaria do torneio. Já no dia 15 de junho, fez sua estreia na Eurocopa contra a Croácia e tornou-se o jogador mais jovem a atuar no torneio, com 16 anos e 338 dias, quebrando o recorde anterior de Kacper Kozłowski. Durante a partida contra a Croácia, tornou-se o mais jovem a fazer uma assistência, ajudando Dani Carvajal a marcar o gol na vitória por 3–0.

## Estilo de jogo
Lamine Yamal é canhoto, mas também consegue finalizar bem com a perna direita. Possui excelente visão de jogo, habilidades de drible, passe e criação de jogadas. É capaz de atuar como centroavante, meio-campista ou ponta, mas se destaca especificamente pelo lado direito.
Como ponta-direita, prefere na maior parte das vezes conduzir a bola com a perna esquerda. Também é conhecido pelas arrancada potentes, velocidade na mudança de direção, controle de bola e rapidez com os pés e pelos chutes potentes e com efeito de curva na bola em direção ao gol.
Por causa de seu perfil técnico e talento precoce, foi comparado ainda jovem a Lionel Messi, ex-jogador do Barcelona. Yamal também citou outro jogador ex-Barcelona, Neymar, como seu ídolo de infância e grande influência em seu estilo de jogo.

## Estatísticas
Atualizadas até 25 de maio de 2025.
Clubes
| Clube             | Temporada         | Campeonato nacional | Campeonato nacional | Campeonato nacional | Copa nacional[a] | Copa nacional[a] | Copa nacional[a] | Competições continentais[b] | Competições continentais[b] | Competições continentais[b] | Outros torneios[c] | Outros torneios[c] | Outros torneios[c] | Total | Total | Total   |
| Clube             | Temporada         | Jogos               | Gols                | Assist.             | Jogos            | Gols             | Assist.          | Jogos                       | Gols                        | Assist.                     | Jogos              | Gols               | Assist.            | Jogos | Gols  | Assist. |
| ----------------- | ----------------- | ------------------- | ------------------- | ------------------- | ---------------- | ---------------- | ---------------- | --------------------------- | --------------------------- | --------------------------- | ------------------ | ------------------ | ------------------ | ----- | ----- | ------- |
| Barcelona B       | 2023              | 3                   | 0                   | 0                   | —                | —                | —                | —                           | —                           | —                           | —                  | —                  | —                  | 3     | 0     | 0       |
| Barcelona B       | Total             | 3                   | 0                   | 0                   | —                | —                | —                | —                           | —                           | —                           | —                  | —                  | —                  | 3     | 0     | 0       |
| Barcelona         | 2022–23           | 1                   | 0                   | 0                   | —                | —                | —                | —                           | —                           | —                           | —                  | —                  | —                  | 1     | 0     | 0       |
| Barcelona         | 2023–24           | 37                  | 5                   | 5                   | 1                | 1                | 0                | 10                          | 0                           | 2                           | 1                  | 1                  | 0                  | 50    | 7     | 7       |
| Barcelona         | 2024–25           | 35                  | 9                   | 13                  | 5                | 2                | 5                | 13                          | 5                           | 3                           | 2                  | 2                  | 0                  | 55    | 18    | 21      |
| Barcelona         | 2025–26           | 0                   | 0                   | 0                   | 0                | 0                | 0                | 0                           | 0                           | 0                           | 0                  | 0                  | 0                  | 0     | 0     | 0       |
| Barcelona         | Total             | 73                  | 14                  | 22                  | 6                | 3                | 6                | 23                          | 5                           | 5                           | 3                  | 3                  | 0                  | 106   | 25    | 28      |
| Total na carreira | Total na carreira | 76                  | 14                  | 22                  | 6                | 3                | 6                | 23                          | 5                           | 5                           | 3                  | 3                  | 0                  | 109   | 25    | 28      |

- a. ^ Jogos da Copa da Espanha
- b. ^ Jogos da Liga dos Campeões
- c. ^ Jogos da Super Copa da Espanha

## Títulos
Barcelona
- La Liga: 2022–23[46] e 2024–25[47]
- Supercopa da Espanha: 2024–25
- Copa do Rei: 2024–25[48]
- Joan Gamper: 2023-24 e 2025-26

Espanha
- Eurocopa: 2024

### Prêmios individuais
- Jogador Sub-23 do mês da La Liga: agosto de 2023[16]
- The Youngest Award da Tuttosport: 2023[49]
- Time da UEFA Sub-20 pela IFFHS: 2023[50]
- Artilheiro do Campeonato Europeu Sub-17 de 2023: 4 gols[51]
- Seleção do Campeonato Europeu Sub-17 de 2023[52]
- Melhor Jogador Sub-23 da La Liga: 2023–24[53]
- Melhor Jogador Jovem da Eurocopa: 2024
- 8º Colocado na Ballon d'Or 2024
- Troféu Kopa: 2024
- Melhor Jogador Jovem Sub-20 do Mundo pela  IFFHS: 2024[54]
- 4° melhor jogador do ano pela IFFHS: 2024[55]
- Seleção do Ano da FIFA: 2024[56]
- Golden Boy: 2024

### Artilharias
- Supercopa da Espanha de 2024–25: (2 gols)

### Líder de Assistências
- Eurocopa de 2024 (4 assistências)
- Copa del Rey de 2024–25 (5 assistências)
- La Liga de 2024–25 (13 assistências)